# Ligne Ōedo
La ligne Toei Ōedo (都営地下鉄大江戸線, Toei Chikatetsu Ōedo-sen) est une ligne du métro de Tokyo au Japon gérée par le Bureau des Transports de la Métropole de Tokyo (Toei). Elle relie la station de Tochōmae à la station de Hikarigaoka. S'étendant sur une distance de 40,7 km, elle effectue une boucle dans Tokyo avant d'aller vers le nord-ouest en passant dans les arrondissements de Shinjuku, Bunkyō, Taitō, Sumida, Kōtō, Chūō, Minato, Shibuya, Nakano et Nerima. Elle est également connue comme ligne 12. Sur les cartes, la ligne est de couleur rubis et identifiée par la lettre E.

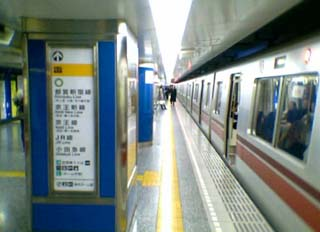
Station Shinjuku, E-27

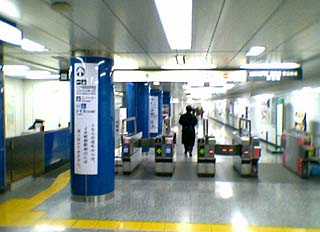
Une porte à la station Shinjuku (E-27).

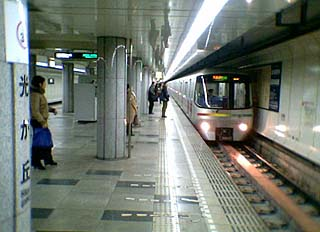
La station Hikarigaoka (E-38).

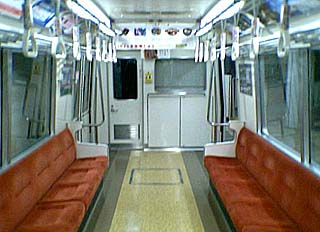
Intérieur d'une rame.

## Histoire
La première section de la ligne Ōedo entre en service le 10 décembre 1991 entre les stations Hikarigaoka et Nerima. L'entièreté de la ligne est entrée en service le 12 décembre 2000 (12/12/12 dans le calendrier japonais, l'an 2000 étant l'année Heisei 12). Il existe un projet de prolonger la ligne depuis la station Hikarigaoka jusqu'à la gare d'Ōizumi-gakuen de la ligne Seibu Ikebukuro et à la gare de Higashi-Tokorozawa de la ligne Musashino.

## Technique
Les rames de la ligne Ōedo sont propulsées par un moteur électrique linéaire. C'est la deuxième fois que ce système est utilisé pour un métro japonais, après la ligne Nagahori Tsurumi-ryokuchi du métro d'Osaka.

## Stations
La ligne comporte 38 stations, identifiées de E-01 à E-38. À noter que les stations sont montrées dans le sens des aiguilles d'une montre, commençant par la station Tochōmae.
| Numéro | Station                | Nom japonais | Distance (km) | Correspondances | Arrondissement |
| ------ | ---------------------- | ------------ | ------------- | --- | -------------- |
| E28    | Tochōmae               | 都庁前       | 0             | Toei : Ōedo (direction Roppongi) | Shinjuku       |
| E01    | Shinjuku-Nishiguchi    | 新宿西口     | 0,8           | à Shinjuku : Toei : Shinjuku JR East : Chūō, Chūō-Sōbu, Saikyō, Shōnan-Shinjuku, Yamanote Keiō : Keiō, Nouvelle Keiō Odakyū : Odawara Tokyo Metro : Marunouchi | Shinjuku       |
| E02    | Higashi-Shinjuku       | 東新宿       | 2,2           | Tokyo Metro : Fukutoshin | Shinjuku       |
| E03    | Wakamatsu-Kawada       | 若松河田     | 3,2           | | Shinjuku       |
| E04    | Ushigome-Yanagichō     | 牛込柳町     | 3,8           | | Shinjuku       |
| E05    | Ushigome-Kagurazaka    | 牛込神楽坂   | 4,8           | | Shinjuku       |
| E06    | Iidabashi              | 飯田橋       | 5,8           | Tokyo Metro : Tōzai, Yūrakuchō, Namboku JR East : Chūō-Sōbu | Bunkyō         |
| E07    | Kasuga                 | 春日         | 6,8           | Toei : Mita Tokyo Metro : Marunouchi (à Korakuen), Namboku (à Korakuen)                                                                                        | Bunkyō         |
| E08    | Hongō-sanchōme         | 本郷三丁目   | 7,6           | Tokyo Metro : Marunouchi | Bunkyō         |
| E09    | Ueno-Okachimachi       | 上野御徒町   | 8,7           | Tokyo Metro : Ginza (à Ueno-Hirokōji), Hibiya (à Naka-Okachimachi) JR East : Keihin-Tōhoku, Yamanote (à Okachimachi)                                           | Taitō          |
| E10    | Shin-Okachimachi       | 新御徒町     | 9,5           | MIR : Tsukuba Express | Taitō          |
| E11    | Kuramae                | 蔵前         | 10,5          | Toei : Asakusa | Taitō          |
| E12    | Ryōgoku                | 両国         | 11,7          | JR East : Chūō-Sōbu | Sumida         |
| E13    | Morishita              | 森下         | 12,7          | Toei : Shinjuku | Kōtō           |
| E14    | Kiyosumi-shirakawa     | 清澄白河     | 13,3          | Tokyo Metro : Hanzōmon | Kōtō           |
| E15    | Monzen-Nakachō         | 門前仲町     | 14,5          | Tokyo Metro : Tōzai | Kōtō           |
| E16    | Tsukishima             | 月島         | 15,9          | Tokyo Metro : Yūrakuchō | Chūō           |
| E17    | Kachidoki              | 勝どき       | 16,7          | | Chūō           |
| E18    | Tsukijishijō           | 築地市場     | 18,2          | | Chūō           |
| E19    | Shiodome               | 汐留         | 19,1          | Yurikamome | Minato         |
| E20    | Daimon                 | 大門         | 20,0          | Toei : Asakusa | Minato         |
| E21    | Akabanebashi           | 赤羽橋       | 21,3          | | Minato         |
| E22    | Azabu-Jūban            | 麻布十番     | 22,1          | Tokyo Metro : Namboku | Minato         |
| E23    | Roppongi               | 六本木       | 23,2          | Tokyo Metro : Hibiya | Minato         |
| E24    | Aoyama-itchōme         | 青山一丁目   | 24,5          | Tokyo Metro : Ginza, Hanzōmon | Minato         |
| E25    | Kokuritsu-Kyōgijō      | 国立競技場   | 25,7          | JR East : Chūō-Sōbu (à Sendagaya) | Shinjuku       |
| E26    | Yoyogi                 | 代々木       | 27,2          | JR East : Chūō-Sōbu, Yamanote | Shibuya        |
| E27    | Shinjuku               | 新宿         | 27,8          | Toei : Shinjuku JR East : Chūō, Chūō-Sōbu, Saikyō, Shōnan-Shinjuku, Yamanote Keiō : Keiō, Nouvelle Keiō Odakyū : Odawara Tokyo Metro : Marunouchi              | Shibuya        |
| E28    | Tochōmae               | 都庁前       | 28,6          | Toei : Ōedo (direction Iidabashi) | Shinjuku       |
| E29    | Nishi-Shinjuku-gochōme | 西新宿五丁目 | 29,4          | | Shinjuku       |
| E30    | Nakano-Sakaue          | 中野坂上     | 30,6          | Tokyo Metro : Marunouchi | Nakano         |
| E31    | Higashi Nakano         | 東中野       | 31,6          | JR East : Chūō-Sōbu | Nakano         |
| E32    | Nakai                  | 中井         | 32,4          | Seibu : Shinjuku | Shinjuku       |
| E33    | Ochiai-Minami-Nagasaki | 落合南長崎   | 33,7          | | Shinjuku       |
| E34    | Shin-Egota             | 新江古田     | 35,3          | | Nakano         |
| E35    | Nerima                 | 練馬         | 36,9          | Seibu : Ikebukuro, Yūrakuchō, Toshima | Nerima         |
| E36    | Toshimaen              | 豊島園       | 37,8          | Seibu : Toshima | Nerima         |
| E37    | Nerima-Kasugachō       | 練馬春日町   | 39,3          | | Nerima         |
| E38    | Hikarigaoka            | 光が丘       | 40,7          | | Nerima         |

## Matériel roulant
La ligne exploite des séries Toei 12-000 et Toei 12-600, à 8 voitures par rame. La nouvelle série Toei 12-900 est en cours de tests et le premier élément est arrivé.

## Dans la culture populaire
La ligne Ōedo sert d'inspiration aux personnages du manga Miracle Train: Ōedo-sen e Yōkoso.